# Potamocypris pallida
Potamocypris pallida är en kräftdjursart som beskrevs av Alm 1914. Potamocypris pallida ingår i släktet Potamocypris och familjen Cyprididae. Inga underarter finns listade i Catalogue of Life.